# Apache Tika
Apache Tika è un software per l'estrazione di dati e analisi dei contenuti, scritto in Java, gestito dalla Apache Software Foundation. È in grado di trovare ed estrarre testo e metadati da oltre un migliaio di formati di file. È disponibile come libreria Java, in versione server e command line, pronto per essere richiamato da altri linguaggi di programmazione.

## Storia
In origine apparteneva al progetto Apache Nutch, per l'identificazione di contenuti e l'estrazione di dati da internet per i web crawler. Successivamente divenne un sottoprogetto di Lucene.
Nel 2007 divenne un progetto autonomo, per diventare una libreria richiamabile da qualunque sistema di gestione dei contenuti (Content Management System) e motore di ricerca. La versione autonoma è frutto del lavoro di Jérôme Charron, Chris Mattmann e Jukka Zitting. Nel 2011 Chris Mattmann e Jukka Zitting hanno pubblicato il libro "Tika in Action", e il progetto ha rilasciato la versione 1.0.

## Caratteristiche
Tika ha la capacità di analizzare oltre 1400 tipi di file tra quelli elencati dalla Internet Assigned Numbers Authority nei tipi MIME.
Per la maggior parte dei formati comuni e diffusi, Tika fornisce l'estrazione del contenuto, dei metadati e l'identificazione della lingua.
Tika è scritto in Java, ma è usato da moltissimi altri linguaggi. In particolare il server REST e la versione CLI consentono agli altri linguaggi di agganciarsi e sfruttare le potenzialità della libreria.

## Casi di utilizzo notevoli
Tika viene utilizzato nel mondo finanziario da istituti quali: Fair Isaac Corporation (FICO), Goldman Sachs, NASA e ricercatori universitari
Il 4 aprile 2016 Forbes pubblicò un articolo in cui si cita Tika come una delle chiavi tecnologiche che consentirono a oltre 400 giornalisti di analizzare gli 11 milioni e passa documenti sfuggiti al controllo ufficiale (leak), noti come i Panama Papers, e ricostruire le vicende scandalose di movimento di denaro ed evasione di personalità di alto profilo che utilizzavano i fondi offshore.